# P. Tóth Béláné
P. Tóth Béláné (született: Bodonhelyi Zsuzsanna Mária) (Budapest, 1948. január 23. –) tanár, a Szentendrei Református Gimnázium nyugalmazott igazgatója.

## Élete
Dr. Bodonhelyi József és Varga Mária gyermekeként született, felmenői apai és anyagi ágon is lelkészek, tanárok.
Az érettségi évében országos második helyezett lett orosz nyelvből az Országos Középiskolai Tanulmányi Versenyen, így felvételi vizsga nélkül bekerült az Eötvös Loránd Tudományegyetem bölcsészkarára, orosz-német szakon. Ösztöndíjasként másfél évet tanult Lipcsében és Leningrádban.
Nyelvtanárként tanít egy német tagozatos általános iskolában a Rózsadombon, majd a budapesti Móricz Zsigmond Gimnáziumban, 1984-1995-ig a szentendrei Ferences Gimnáziumban, majd 1995-1999 a budapesti Lónyay utcai Református Gimnáziumban.
A Szentendrei Református Gimnázium szervező igazgatója, 1999-2009 kinevezett vezetője.

## Családi állapot
Házastársa dr. P. Tóth Béla református lelkész-pszichológus. Három gyermekük van (Béla, Zsigmond, András).

## Díjai, elismerései
2001-ben Lórántffy Zsuzsanna kiváló pedagógusi díjjal, iskolaalapítói munkásságáért 2009-ben Szentendre Pro Urbe emlékdíjjal, 2010-ben a Magyarországi Református Egyház legrangosabb pedagógiai díjával, a Makkai Sándor-díjjal, Szentendre Pro Urbe díjjal, Magyar Köztársasági Arany Érdemkereszttel, 2020-ban Magyar Érdemrend Lovagkereszttel tüntették ki.